# Борак-хан
О хане Золотой Орды см.: Барак-хан
Борак (правильная транскрипция имени — Барак; ум. 1271) — шестой хан Чагатайского улуса (1265—1271); праправнук Чингис-хана.
Правнук Чагатая, внук погибшего под Бамианом в 1221 году Мутугэна. Его отец Есун-Тува (Йисун-Дува) участвовал в событиях 1251 года и разделил судьбу остальных мятежных царевичей. Борак и его два брата, как и другие младшие потомки Чагатая и Угэдэя, воспитывались в Монголии. Через несколько лет после вступления на престол великого хана Хубилая (1260—1294) им было разрешено отправиться на свою родину и получить во владение Чаганиан, наследственную землю их отца.

## Захват власти
В Средней Азии незадолго до этого главой рода Чагатая был признан двоюродный брат Борака Мубарек-шах (первый государь из этого рода, принявший ислам). Боракхан, как и Мубарек-шах, был мусульманином. Борак получил от великого хана ярлык, в котором он назначался соправителем своего Мубарек-шаха. Борак, не предъявляя этого ярлыка и вообще не предпринимая ничего открыто против своего предшественника, путём интриг из Чаганиана вскоре достиг своей цели. Все царевичи из рода Чагатая, которые ранее подчинялись Мубарек-шаху, перешли на сторону нового претендента. Мубарек-шах был вынужден признать власть Борака и поступить к нему на службу в качестве начальника барсчиев (придворных охотников).

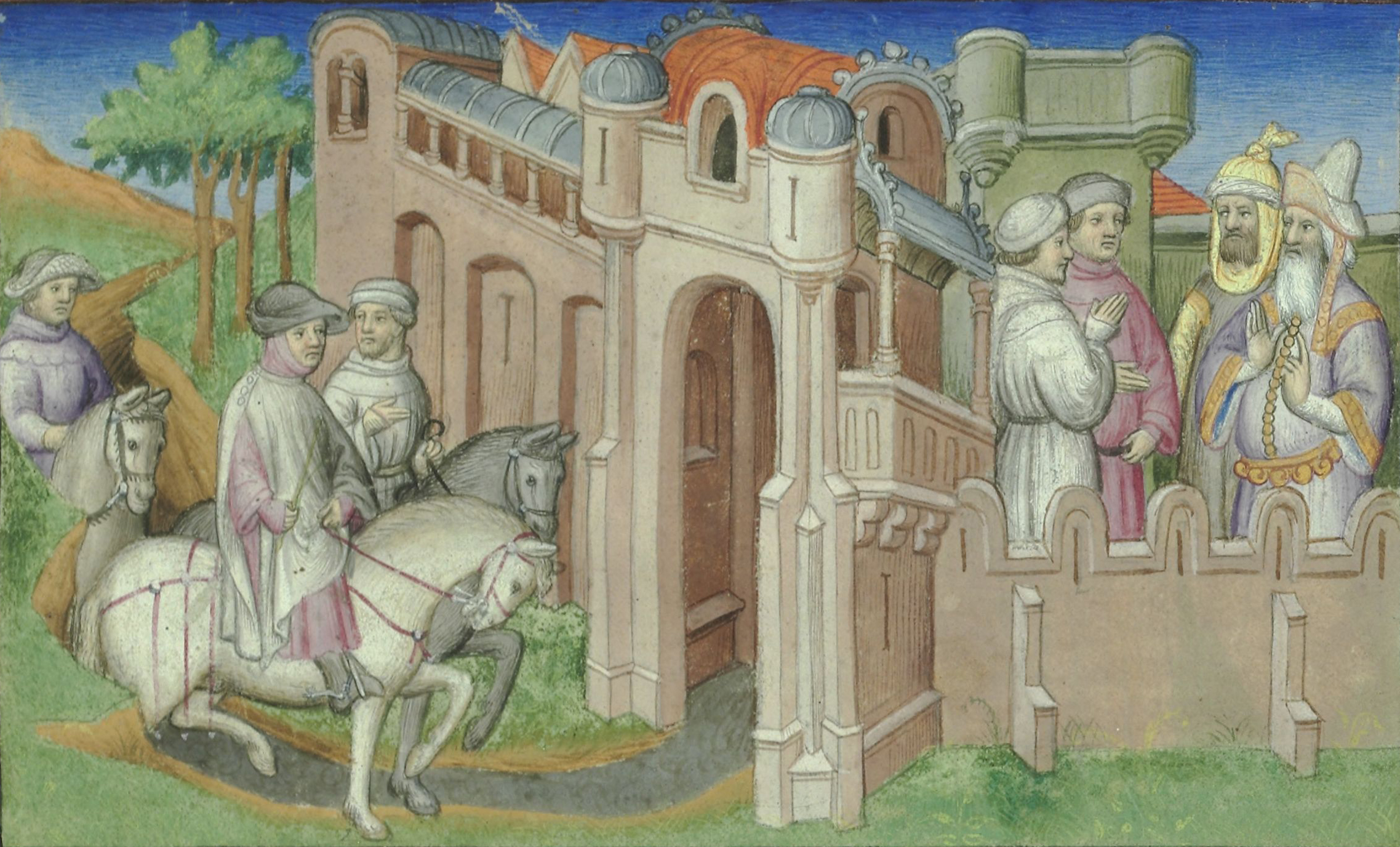
Братья Поло прибывают в Бухару

Данные о хронологии этих событий очень ненадежны и противоречивы. Согласно Джемалю Карши, автору единственного источника среднеазиатского происхождения, Мубарек-шах был возведён на престол в Ахангаране в марте — апреле 1266 года, а в сентябре — октябре был взят в плен Бораком у Ходженда. Согласно Вассафу, вступление на престол Борака произошло уже в начале 663 года хиджры (начался 24 октября 1264 г.). И действительно, братья Николо и Маффео Поло, трёхлетнее пребывание которых в Бухаре приходится, очевидно, на 1262—1265 годы, называют правителем страны Борак-хана. Однако возможно, что лишь впоследствии Марко Поло, который во время своего путешествия через Персию и Афганистан слышал о Борак-хане и его походе в Персию, по ошибке ввёл это имя в рассказ о первом путешествии своего отца и дяди.

## Борьба с чингизидами
В последующие годы Бораку пришлось защищаться как против великого хана Хубилая, так и против среднеазиатского претендента Хайду, внука великого хана Угэдэя. Могултай, которого великий хан назначил наместником китайского Туркестана, был изгнан Бораком и заменён другим наместником. Хубилай послал 6000 всадников, чтобы вновь водворить изгнанного наместника, однако войско, посланное Бораком, было гораздо многочисленнее (30000 человек), так что конница великого хана вынуждена была отступить без сражения. Войсками Борака был разграблен город Хотан, входивший в империю великого хана.
Менее удачной была борьба с Хайду. И здесь Борак, как сообщают, сперва имел успех; однако его противник получил помощь из Золотой орды. Царевич Беркечар, брат Бату и Берке, появился в Средней Азии во главе войска в 50000 человек, после чего война получила другой оборот. Борак был разбит и отступил в Мавераннахр, чтобы там организовать отчаянное сопротивление своим врагам; однако Хайду сам предложил заключить мир. Был созван курултай, на котором создано полностью независимое от великого хана государство под владычеством Хайду. Все царевичи должны были считать друг друга андами (побратимами); имущество сельских и городских жителей должно было охраняться, царевичи должны были довольствоваться пастбищными территориями в горах и степях и удерживать стада кочевников вдали от культурных областей. Две трети Мавераннахра были оставлены Бораку, однако и там управление культурными областями было передано наместнику Масуд-беку, которого назначил Хайду. Место и время этого съезда указываются по-разному. Согласно Рашид ад-Дину, он состоялся на Таласе весной 1269 года, согласно Вассафу — в Катванской степи, к северу от Самарканда, одним или двумя годами раньше, так как, по этому источнику, Масуд-бек уже в конце 1268 г. отправился в Иран в качестве посла от Хайду и Борака и поход Борака против ильхана Абаки произошел уже в 667/1268—1269 г.

## Поход в Иран
План похода обсуждался уже на курултае и был поддержан Хайду. Очевидно, Хайду хотел таким способом удалить из страны своего всё ещё опасного противника. Масуд-бек был послан в Иран якобы для того, чтобы собрать подати, на которые имели право Хайду и Борак. Тогда ещё действовало правило, согласно которому в каждой завоёванной стране все царевичи из царствующей династии должны были получать свою долю податей. Но подлинной целью посольства было разведать страну и обстановку в ней. Вскоре после возвращения посла Борак начал враждебные действия и захватил некоторые местности в Хорасане и Афганистане, однако был плохо поддержан вспомогательными войсками Хайду (во главе их стоял царевич Кипчак) и вскоре был полностью оставлен ими. Как сообщает Рашид ад-Дин, Хайду позднее объяснял, что это было сделано по его приказу. С тех пор Хайду и Абака считали себя друзьями. 22 июля 1270 года Абака нанёс своему противнику сокрушительное поражение; тот вынужден был всего лишь с 5000 человек отойти за Амударью к Бухаре. Во время битвы Борак упал с лошади, остался с тех пор хромым, и его повсюду носили на носилках.

## Окончание жизни

Чагатайский улус в конце XIII века

Известия о последнем годе его жизни противоречивы. Согласно Вассафу, он провел зиму в Бухаре, где принял ислам и имя Султан Гийас ад-Дин. В следующем году он предпринял поход на Сеистан, однако его планы были и на этот раз сорваны изменой некоторых царевичей. Ему самому пришлось вместе с женой отправиться к Хайду, по приказу которого он был отравлен. Более подробны и, по-видимому, более достоверны сведения Рашид ад-Дина. Согласно Джами ат-таварих, отпадение царевичей произошло непосредственно после возвращения Борака из-за Амударьи. Борак сам отправился в Ташкент, оттуда послал к Хайду с просьбой о помощи. Хайду двинулся с войском в 20000 человек, однако нарочно двигался медленно, чтобы дождаться исхода сражения между Бораком и мятежными царевичами и использовать его в своих целях. Борак вышел из боя победителем и просил теперь своего друга по крови, чтобы тот вернулся в свою страну, поскольку он больше не нуждался в его помощи. Несмотря на это, Хайду продолжал своё продвижение; его войско было явно намного сильнее войска Борака. Когда Хайду приблизился к лагерю противника, он приказал своим войскам ночью окружить его. В ту же ночь Борак умер, будто бы от страха. Когда на следующее утро посланцы Хайду появились в лагере, они, поняв, что Борак умер, вернулись к своему повелителю. По приказанию Хайду Борак был похоронен на высокой горе (то есть как монгол, а не как мусульманин). Царевичи во главе с Мубарек-шахом пожаловались на насилия, которые совершал покойный. Хайду разрешил им присвоить оставленное Бораком имущество; жена Мубарек-шаха собственной рукой вырвала у вдовы Борака кольца из ушей. Позднее Мубарек-шах поступил на службу к Абаке; по-видимому, от его окружения идёт рассказ, переданный Рашид ад-Дином.
Согласно Вассафу, Борак умер уже летом 1270 г., согласно Джемалю Карши — лишь в начале 670 г. х. (начался 9 августа 1271 г.). Последнему свидетельству следует, очевидно, отдать предпочтение, так как только эта дата может быть согласована с приведенным выше, видимо достоверным, известием Рашид ад-дина о времени битвы между Бораком и Абакой.